# Ayarise
Ayarise – polski zespół muzyczny z Lublina, wykonujący muzykę z pogranicza gatunków reggae, soul i hip-hop.

## Historia zespołu
Trzon muzyczny zespołu (Tomasz Klisz, Jarosław Dyś, Grzegorz Huzarek, Łukasz Poździk, Piotr Kiliański i Emil Tarnowski) wywodzi się z legendarnej lubelskiej grupy Comeyah, która w 2012 roku zaliczyła jeden z najbardziej spektakularnych debiutów płytowych na polskiej scenie reggae (LP „Na Wschód”, Fonografika). Do instrumentalistów tej formacji dołączył Artur Zwierzchowski, który wcześniej związany był z warszawską sceną muzyki reggae (zespoły The Train oraz The Riffers).
Po niespełna ośmiu miesiącach działalności zespołu, Ayarise zostało nominowane do tytułu „Polskiej Nadziei 2013”. w plebiscycie czasopisma Free Colours. Wcześniej grupa doszła do finału „7. Konkursu młodych talentów im. Ryszarda Sarbaka” podczas festiwalu Reggae na Piaskach oraz zorganizowała mini trasę koncertową Two Bands One Roots z jamajskim zespołem Pentateuch, której lubelska część została uwieczniona na dwupłytowym wydawnictwie DVD „Lublin Sounds Good”.
W maju 2014 roku zespół zaprezentował premierowy singiel „Send Dem”, nagrany podczas trasy koncertowej Reggae Connecting People w Pozytywnym Studio w Nowym Sączu, który został włączony do składanki promującej polską muzykę reggae „Our Roots Are Here”. (Lou & Rocked Boys), obok takich artystów jak Kamil Bednarek, Vavamuffin, Jafia Namuel, czy Chonabibe.
Lata 2014–2017 były okresem intensywnej pracy nad pełnowymiarowym albumem oraz licznych koncertów u boku zespołów takich jak Bednarek, Izrael, Mesajah, Słoma & D’Roots Brothers, Love Sen-c Music. We wspomnianych latach zespół powiększył się również o sekcję wokalu wspierającego, w którego skład wchodzą Agnieszka Dyś oraz Aleksandra Pękala.
W sierpniu 2018 roku nakładem wydawnictwa Karrot Kommando, ukazał się długo wyczekiwany przez fanów zespołu, album „Nothing to Hide”, którym grupa podsumowała pięcioletni okres swojej działalności.

## Dyskografia

### Single
- „Send Dem” – 2014, wyd. 2SidesStudio

### Albumy studyjne
- „Nothing To Hide" – 2018, wyd. Karrot Kommando

### Inne
- Składanka „Our Roots Are Here" – 2014, wyd. Lou & Rocked Boys
- Album DVD „Lublin Sounds Good" – 2015, wyd. Fundacja Absolwentów UMCS, ACK UMCS “Chatka Żaka” oraz Inkubator Medialno – Artystyczny UMCS